# Саммит НАТО в Риге (2006)
Рижский саммит НАТО 2006 года (англ. 2006 Riga summit) — девятнадцатая встреча на высшем уровне глав государств и глав правительств стран-участниц Североатлантического альянса, проходившая с 28 по 29 ноября 2006 года в Риге. Это первый саммит НАТО, проведённый на территории бывшей республики СССР. В первую очередь, встреча была посвящена обсуждению вооружённого конфликта между международными силами содействия безопасности под руководством НАТО и ультрарадикальным исламистским движением Талибан на территории Афганистана (2001 год), в частности, внимание обращалось на роль Альянса и итоги вооружённого противостояния во время войны в Афганистане, обсуждению присоединения к Альянсу стран Балкан, а также продолжения трансформации НАТО, в частности, внедрение процесса интенсифицированного диалога с другими странами, которые обязались сотрудничать с Альянсом.

## Меры безопасности
Из-за угрозы минирования в ночь на 28 ноября центр столицы Латвии был полностью перекрыт. Кроме латвийских офицеров, полицейских и сотрудников служб безопасности, заботившихся об охране саммита, были также привлечены литовские и эстонские солдаты, чешские подразделения химической защиты, отряды коммандос многих стран, крейсер УРО (ракетный крейсер), эсминец ПВО, 12 истребителей (вместо обычных четырёх, патрулирующих небо Балтии), латвийские и французские вертолёты, эстонские бронетранспортёры Pasi — всего около 9000 человек. Допуск к местам проведения саммита также был ограничен, в частности, мероприятия, которые проходили в Олимпийском спортивном центре, Доме Черноголовых и в зале Латвийского университета, были усилены охраной.

## Саммит
Первый день работы саммита начался с открытия выставки передовых военных технологий. Выставку открыли Президент Латвии Вайра Вике-Фрейберга и Генеральный секретарь НАТО Яп де Хоп Схеффер. После торжественных выступлений участники саммита осмотрели экспозицию моделей самолётов дальнего радиолокационного обнаружения, боевых информационных систем военной логистики, а также перспективные разработки информационных систем для каждого солдата. Такие разработки были представлены американскими, германскими, итальянскими и датскими фирмами.
В рамках выставки был подписан первый договор о создании программы информационного решения системы противоракетной обороны. Программа оценивается в 75 млн евро. Договор подписан с американским концерном SAIC (англ. Science Applications International Corporation). Система противоракетной обороны — Active Layered Theater Ballistic Missile System — предназначена для защиты сил Альянса, прежде всего от баллистических ракет.

### Основные темы
Главной темой саммита стало обсуждение единства Североатлантического союза по миссии в Афганистане. После сложных переговоров главы государств и главы правительств пришли к выводу, что количество войск в Афганистане должно быть увеличено. Кроме этого, не остался без внимания лидеров стран-участниц вопрос о дальнейшем расширении НАТО: обговаривалось возможное вступление Сербии, Боснии и Герцеговины, Македонии, Албании, Хорватии и Черногории в НАТО. Возможное вступление Украины и Грузии на саммите не обсуждалось, но упоминалось.

### Война в Афганистане
До и во время саммита Президент США Джордж Буш, премьер-министр Великобритании Тони Блэр, премьер-министр Канады Стивен Харпер и премьер-министр Нидерландов Ян Петер Балкененде обратились с призывом к европейским лидерам стран-членов НАТО предоставить как можно больше военного вооружения и отправить войска в конфликтную зону юга Афганистана. Этому заявлению предшествовало заявление верховного главнокомандующего силами НАТО в Европе Джеймса Джонса, который отметил недостаток боевых подразделений, отсутствие адекватных вертолётов и военной разведки.
Лидеры европейских стран-членов НАТО в вопросе участия в боевых действиях на юге Афганистана были категорически против, но согласились с тем, чтобы выделить некоторые военные ресурсы. Кроме этого, они пришли к согласию, что в чрезвычайных ситуациях каждый союзник обязан прийти на помощь стране, нуждающейся в помощи. Ряд стран-членов НАТО также обязались предоставить дополнительные гарантии вооружения сил НАТО в Афганистане, в тому числе истребители, вертолёты, пехотные роты. Руководители НАТО также поддержали предложение Франции о создании «контактной группы», которая могла бы координировать действия по поводу Афганистана, но США сомневались в этом предложении, в частности привлечении к контактной группе Ирана, который оказывает значительное влияние на Афганистан. Главы стран и правительств согласились с тем, что группа должна быть смоделирована по примеру группы во время югославских войн в 1990-х годах.
Генеральный секретарь НАТО Яп де Хоп Схеффер, подытоживая главный вопрос саммита, заявил, что реальный прогресс был достигнут и что это было главной «изюминкой» саммита. Он решительно не согласился с использованием прямой силы и добавил, что через пять лет после поражения режима талибов Афганистан превратится в современную демократическую страну, которая больше не будет представлять угрозы всему миру, а поражение повстанцев будет только вопросом времени. Также он заявил, что есть много проблем в Афганистане, но, по его мнению, главными проблемами являются реконструкция и развитие «новой» страны.

### Роль НАТО в мире
Другим не менее важным обсуждением стал вопрос образования тесных отношений со странами, находящимися далеко за пределами НАТО, в том числе Австралией, Японией и Южной Кореей. США и некоторые другие члены НАТО настаивали на более тесных отношениях с этими странами. Николас Бёрнс — заместитель госсекретаря по политическим вопросам — пояснил предложение США следующим образом:
Мы стремимся к более тесному и интенсивному партнерству с ними (...) быть бок о бок с Австралией, Южной Кореей и Японией, которые также были и в Ираке (...) и на Балканах (...)
Идею «глобального расширения» НАТО осудила Франция, считающая, что Альянс — это сугубо региональный оборонный союз, который не должен «расправлять крылья» слишком далеко и по всему миру.
На саммите не удалось достичь консенсуса по поводу будущей роли НАТО и, как следствие, дебаты по этому поводу продолжались и после саммита.

## Другие темы

### Косово
На саммите главы государств и главы правительств вновь предоставили мандат международным силам под руководством НАТО (KFOR), ответственных за обеспечение стабильности в Косово. Это решение было аналогичным решению Организации Объединённых Наций в пользу независимости Косово от Сербии, хотя последняя выступает категорически против отделения Косово и признаёт её частью своей территории. Члены НАТО согласились с тем, что такое решение может привести к эскалации напряжённости в отношениях между Сербией и Косово, и потому согласились и дальше пристально следить за ситуацией в регионе.

### Сотрудничество НАТО с другими государствами
Во время саммита страны-участники НАТО предложили Боснии и Герцеговине, Черногории и Сербии программу военного сотрудничества «Партнёрство ради мира». Главы стран и главы правительств надеются, что участие в программе этих трёх стран — это первый шаг к полноценному членству в НАТО.
Странам Средиземноморского диалога (Мавритания, Марокко, Алжир, Тунис, Египет, Израиль и Иордания) предложено участие в учебных и просветительских программах НАТО.

### Всеобъемлющее политическое управление
В ходе саммита был официально одобрен договор о «Всеобъемлющем политическом управлении», который предварительно был согласован министрами обороны государств-членов НАТО в июне 2006 года. Договор создаёт основу и политическое направление НАТО на ближайшие 10-15 лет.
В договоре отмечено, что основными угрозами для Альянса в ближайшие десятилетия являются, прежде всего терроризм, региональные кризисы, неправильное использование новых технологий, нарушение потока жизненно важных ресурсов и т.п. Альянс обязан адаптироваться к этим новым угрозам и создать в течение следующих 10-15 лет общие превентивные экспедиционные силы, которые смогли предупреждать эти угрозы. В документе также подчёркивается, что силы НАТО должны быть способны проводить различные миссии, операции и т.п..

### Энергетическая безопасность
Впервые на саммите НАТО отмечена необходимость обеспечения энергетической безопасности стран-участниц Альянса. Участники саммита выразили свою обеспокоенность по поводу сложившихся событий между Россией и Украиной, которые переросли в газовый конфликт, который нанёс ущерб странам Европы, в первую очередь членам НАТО. Участники пришли к согласию, что Альянс не должен оставлять без внимания гарантирование технически и экономически безопасного удовлетворения текущих и перспективных потребностей потребителей в энергии. Лидеры стран НАТО согласовали и направили обращение в Североатлантический совет, который должен в ближайшее время проконсультироваться по наиболее важным рискам в сфере энергетической безопасности, с тем чтобы определить эти области, где НАТО может повысить защиту интересов безопасности союзников.
Несколько лидеров НАТО, в том числе президент Латвии Вайра Вике-Фрейберга, пытались принять необходимые меры для преодоления этого кризиса, а также провести двусторонние переговоры с Президентом России Владимиром Путиным во время саммита, но Путин не явился на саммит в Риге, а вместо этого принял участие в саммите СНГ в Минске, который также проходил 28 ноября 2006 года.

### Расширение НАТО
Во время саммита главы государств и главы правительств приветствовали усилия трёх балканских государств в программе «Плана действий по членству в НАТО»: Албании, Хорватии и Македонии, и заявили, что Альянс намеревается пригласить эти страны на следующий Саммит НАТО в Бухаресте, который пройдёт в 2008 году, при условии, что эти страны будут соответствовать стандартам НАТО .
Лидеры стран-участниц Альянса также подтвердили, что НАТО остаётся открытым для новых европейских участников. Тем не менее, что касается перспективы Украины и Грузии стать полноценными членами Альянса главы стран и главы правительств во время саммита высказались отрицательно, но в то же время отметили усилия обеих стран и отметили проведение дальнейшего интенсивного диалога с НАТО. По мнению премьер-министра Эстонии Андруса Ансипа Грузия, в отличие от Украины, имеет очень хорошие шансы, чтобы вступить в НАТО, если запланированные реформы будут продолжаться.

### Силы быстрого реагирования НАТО
Генеральный секретарь НАТО Яп де Хоп Схеффер во время проведения саммита заявил, что силы быстрого реагирования НАТО, наконец доукомплектованы и в полном объёме способны выполнять миссии по доверенности Североатлантического совета по всему миру (это касается прежде всего, эвакуации, борьбы со стихийными бедствиями, борьбы с терроризмом и т.д.). Главы государств и главы правительств договорились разделить расходы, вытекающие из возможных операций и миссий сил быстрого реагирования.